# Pro-Life Alliance of Gays and Lesbians
Pro-Life Alliance of Gays and Lesbians (PLAGL) organiserar amerikanska HBT-personer som, med hänvisning till principer om icke-våld och mänskliga rättigheter, motsätter sig fri abort. Man hävdar att homosexualitet är genetiskt betingad och är rädda för att den dag vetenskapen hittar den specifika gen som gör en människa homosexuell, kan vissa mödrar välja att abortera foster med denna gen.
PLAGL är en partipolitiskt och religiöst obunden organisation, med medlemmar med bred politisk spännvidd. Ordföranden Cecilia Brown är t.ex. medlem av Green Party of the United States.
PLAGL har mötts med misstänksamhet av såväl Pro-liferörelsen som HBT-rörelsen i USA.